# Un soleil froid en été
 (13 septembre 2022).
Pour plus de détails, voir Fiche technique et Distribution.
Un soleil froid en été est un film français de Mathieu Gari tourné en langue espagnole et sorti en France en 2016.

## Synopsis
Ana réside avec une amie dans une maison isolée à proximité d'un petit village de l'intérieur des terres andalouses. Son quotidien se déroule sans heurts jusqu'au jour où de retour de discothèque à la suite d'une dispute entre les deux femmes, une plus jeune femme fait son apparition tandis que son amie n'est plus là. Il s'ensuit alors une descente aux enfers où l'on ne distingue plus le réel de la folie, on assiste aux derniers jours de sa vie. 

## Fiche technique
- Titre original : Un sol frío en verano
- Titre français : Un soleil froid en été
- Réalisation : Mathieu Gari
- Scénario : Mathieu Gari
- Montage : Mathieu Gari
- Image : Mathieu Gari, Raúl Liarte, Mathilde Delacroix
- Son : Romain Poirier, Jean-Charles Bastion, Elena Saura
- Sociétés de distribution : Les films de l'Envers
- Pays d'origine :  France
- Langue : espagnol
- Durée : 61 minutes
- Format :  numérique - Ratio : 2,39:1
- Genre : drame
- Date de sortie (France) : 17 février 2016

## Distribution
- Paulina Veltina : Ana
- Júlia Ferré
- Eli Piz

## Production
Le tournage de ce film autoproduit a eu lieu sur quatre semaines en Andalousie au printemps 2014. 
L'équipe technique était composée de trois personnes. 

## Réception critique
La journaliste du Monde consacre une critique assez favorable au film, évoquant « l'ambiance singulière qui nait des images » et un « beau travail sonore ». 
Le Nouvel Obs pointe le clivage que peut susciter le film.
Le journaliste de Première n'y voit quant à lui qu'un « délire arty ».
Le magazine Trois couleurs publie une critique positive du film : « À l'aide d’un montage sinueux, Mathieu Gari balade le spectateur sans pour autant le perdre ».